# Benamatapa hecate
Benamatapa hecate är en insektsart som beskrevs av Rauno E. Linnavuori 1973. Benamatapa hecate ingår i släktet Benamatapa och familjen lyktstritar. Inga underarter finns listade i Catalogue of Life.